# مازورکا

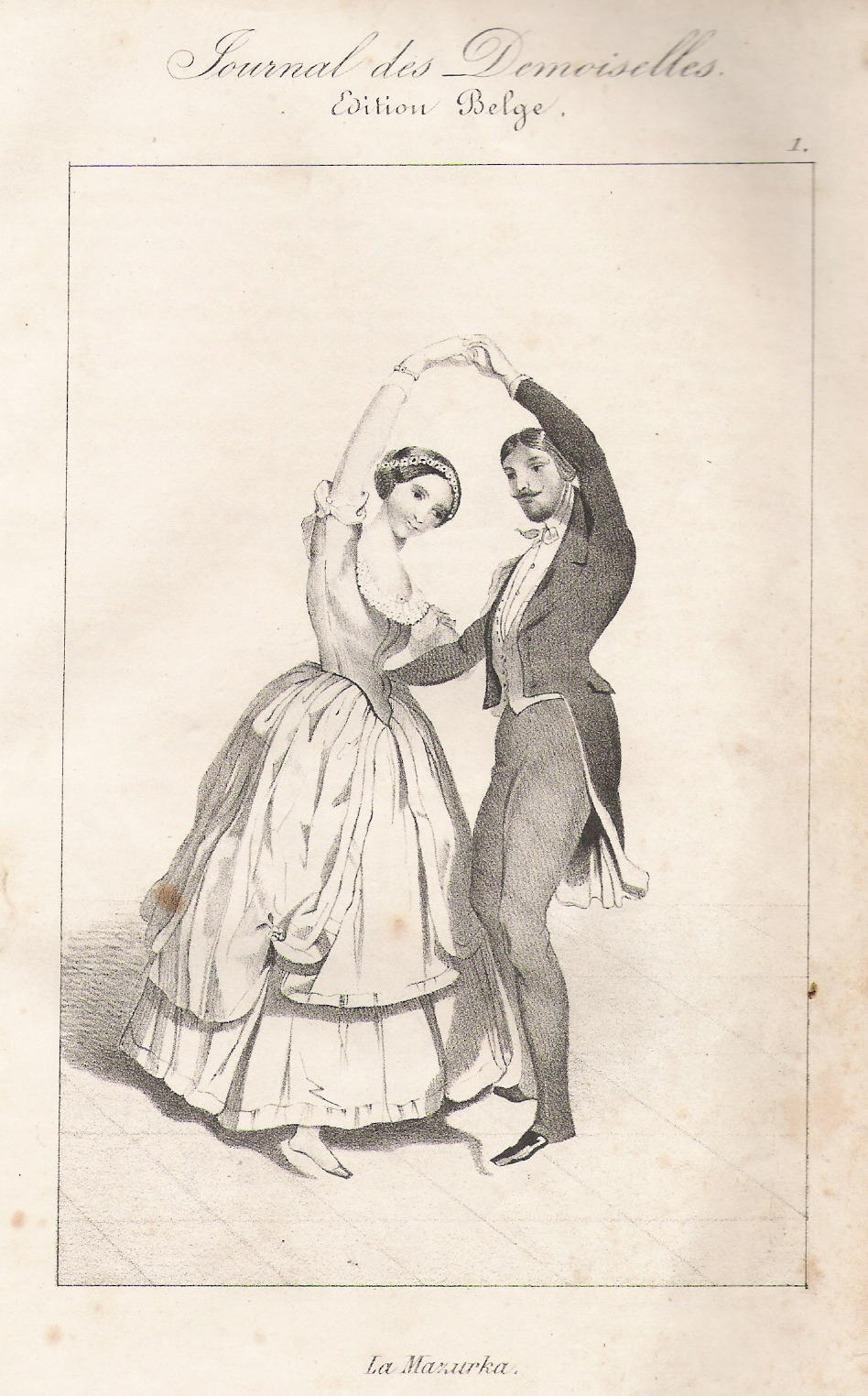
مازورکا; 1845

## قوانین
مازورکا ( mazurka )رقصی است لهستانی در ۴/۳ یا به وزن سه تایی با حرکتی معتدل و ملایم که غالباً ضرب دوم و سوم آن آکسانی قوی به خود می گیرد.
به عبارت دیگر ضرب سوم مازورکا بر خلاف قاعده کلی تئوریک و میزان های ۴/۳ سه ضربی که ضرب نیمه قوی است، به ضرب قوی بدل می شود آن هم توسط آکسان یا تشدیدی که روی ضرب سوم می گذارند. بافت ساختمانی یا شمای مازورکا از جهت ریتم و جمله بندی تجزیه می شود به بخش هایی که هر یک شامل هشت ضرب است.
مازورکا همیشه دارای یک جفت نت هشتم سه گانه، تریل، نقطه‌دار (تار) یا یک جفت نت هشتم معمولی قبل از دو ربع (قلاب بافی) است. 
در قرن نوزدهم، این فرم در بسیاری از سالن های رقص در مناطق مختلف اروپا رایج شد. "مازورکا" لهستانی 
است 

### هنرمندان مازورکا
این رقص که از قرن شانزدهم شناخته شده بود، بعد وارد موسیقی علمی شد. آهنگسازان کلاسیک بسیاری مازورکاهای متعددی نوشته اند اما مازورکاهای فردریک شوپن آهنگساز لهستانی برای پیانو سولو برجسته ترین و مشهورترین نوع این فرم موسیقی است. 
از مازورکاهای دیگر می توان به دو مازورکای هنریک ویناوسکی برای ویلن و پیانو نام برد

### مازورکا شوپن از لحاظ ریتم
تمام مازورکاهای شوپن ریتم های ساده سه ضربی دارند که غالبا" هم از نت های سیاه تشکیل شده اند اما نوع ملودی، نحوه اجرا و نوانسهای موجود در قطعات، تفاوت فاحشی میان این فرم با والس بوجود می آورد.
بنابراین دقیقا" با گوش کردن و نگاه کردن به این  موسیقی شما متوجه می شوید که با موتیف های اول و دوم آهنگساز سعی دارد مطلبی را مشخص کند و در موتیف سوم و چهارم شروع به شرح دادن آن میکند. 

بخصوص موتیف چهارم که حالت نتیجه گیری را در انسان القا میکند.

بخشی از نت مازورکا.

### چندین آهنگساز دیگر
چندین آهنگساز کلاسیک مازورکا نوشته‌اند که معروف‌ترین آنها 59 آهنگساز فردریک شوپن برای پیانو سولو است. در سال 1825 ماریا شیمانوفسکا بزرگترین مجموعه مازورکای پیانو را نوشت که قبل از شوپن منتشر شد. هنریک وینیاوسکی همچنین دو قطعه برای ویولن با پیانو نوشت («اوبرتاس» محبوب، اپ. 19)، جولیان کوکران مجموعه‌ای از پنج مازورکا برای پیانو و ارکستر تک‌نوازی ساخت و در دهه 1920، کارول شیمانوفسکی مجموعه‌ای از بیست تا برای پیانو و در سال 1934 کار آهنگسازی خود را با یک جفت آخر به پایان رساند. الکساندر اسکریابین که در ابتدا از پیروان شوپن آگاه بود، 24 مازورکا نوشت.